# Nils-Herman Schöön
Nils-Herman Schöön, född 13 mars 1928 i Göteborg, är en svensk kemist. Han var från 1970 professor i kemisk reaktionsteknik vid Chalmers. Han är ledamot av Ingenjörsvetenskapsakademien sedan 1971, av Kungliga Vetenskaps- och Vitterhetssamhället i Göteborg sedan 1982 och av Vetenskapsakademien sedan 1988.